# Roland Dubrulle
Roland Dubrulle est un architecte et urbaniste français, né le 9 octobre 1907 à Armentières et mort le 30 août 1983 à Paris.

## Carrière
Formé à l'École des beaux-arts de Paris entre 1926 et 1934, Roland Dubrulle s’installe en Iran de 1935 à 1942. De février 1942 à 1945, il est envoyé par le gouvernement de la France libre en Syrie comme directeur du service de l’urbanisme de l’État syrien. De 1947 à 1954, il est inspecteur de l’urbanisme et de la construction en Seine-et-Oise (plans d’aménagement de nombreuses communes des Yvelines, des Hauts-de-Seine, et de Villeneuve-Saint-Georges (Val-de-Marne). En 1954, il ouvre son agence, où le rejoindra son fils, Richard Dubrulle, au milieu des années 1960.
Roland Dubrulle est actif jusqu'à sa mort.

## Chronologie de ses réalisations
- Résidence Victor-Hugo (Pantin), avec Fernand Pouillon, années 50, labellisée « Patrimoine du XXe siècle »[4]
- Val d'Argent, ZUP d’Argenteuil (Val-d'Oise), 1961-1976[5]
- Îlot Bièvre (logements, commerces et activités), boulevard Auguste-Blanqui, Paris (13e arrondissement), fin des années 50
- Église Saint-Albert-le-Grand, Paris (13e arrondissement), 1969
- Chaufferie centrale du quartier des Hauts-Tarterêts (Corbeil-Essonnes), avec Jean-Pierre Jouve, 1970, inscrite à l'inventaire des Bâtiments historiques[6]
- Cité des 3000 (Aulnay-sous-bois), 1970: alternance de tours de 13 étages et barres horizontales de 6 étages